# Tan Boon Heong
Dans ce nom, le nom de famille, Tan, précède le nom personnel.
Tan Boon Heong, né le 18 septembre 1987 à Alor Setar, est un joueur malaisien de badminton.

## Carrière
En double messieurs avec Koo Kien Keat, il est médaillé d'or aux Jeux asiatiques de 2006 et aux Jeux du Commonwealth de 2010, médaillé d'argent aux Championnats d'Asie de badminton en 2007, aux Jeux d'Asie du Sud-Est de 2009, aux Jeux asiatiques de 2010 ainsi qu'aux Championnats du monde de badminton 2010 et aux Jeux du Commonwealth de 2010 et médaillé de bronze aux Championnats d'Asie de badminton en 2008 et aux Championnats du monde de badminton 2009.
En double messieurs avec Hoon Thien How, il est médaillé d'argent aux Championnats d'Asie de badminton en 2006.